# 小行星4546
小行星4546（4546 Franck）是一颗绕太阳运转的小行星，为主小行星带小行星。该小行星于1990年3月2日发现。

## 轨道参数
小行星4546的轨道半长轴为2.3557746 UA，离心率为0.063。